# Virginiarall
Virginiarall (Rallus limicola) är en amerikansk fågel i familjen rallar inom ordningen tran- och rallfåglar.

## Utseende och läte
Virginiarallen är en medelstor, bjärt färgad rall. Fjäderdräkten är övervägande orangefärgad, med röd näbb, röda ben, grå kind och svarta strimmor på ryggen. Ytligt sett liknar den kungsrallen, men är mycket mindre och de grå kinderna är karakteristiska. Hanens spelläte är ett dubblerat "kiddik". Vanligaste lätet är dock en fallande och accelererande serie med stönande ljud.

## Utbredning och systematik
Virginiarall delas in i tre underarter med följande utbredning:
- limicola/friedmanni-gruppen
  - Rallus limicola limicola – förekommer i södra Kanada och USA, övervintrar i Baja California och Guatemala
  - Rallus limicola friedmanni – sydöstra Mexiko (Puebla, Mexiko, Veracruz och Chiapas)
- Rallus limicola aequatorialis – lokalt i Anderna i södra Colombia och Ecuador samt utmed kusten i Peru (La Libertad till Arequipa)

Underarten aequatorialis urskiljs ibland som en egen art, ecuadorrall (R. aequatorialis).

## Levnadssätt
Virginiarallen hittas övervägande i sötvattensvåtmarker, men kan även påträffas i bräckt och salt vatten. Den föredrar större områden med kaveldun eller vass, men kan också hittas i buskigare miljöer. Arten är skygg och ses inte ofta, men kan ibland vandra ut i det öppna intill vasskanter.

## Status och hot
Arten har ett stort utbredningsområde och en stor population, och tros öka i antal. Utifrån dessa kriterier kategoriserar internationella naturvårdsunionen IUCN arten som livskraftig (LC).

## Bilder

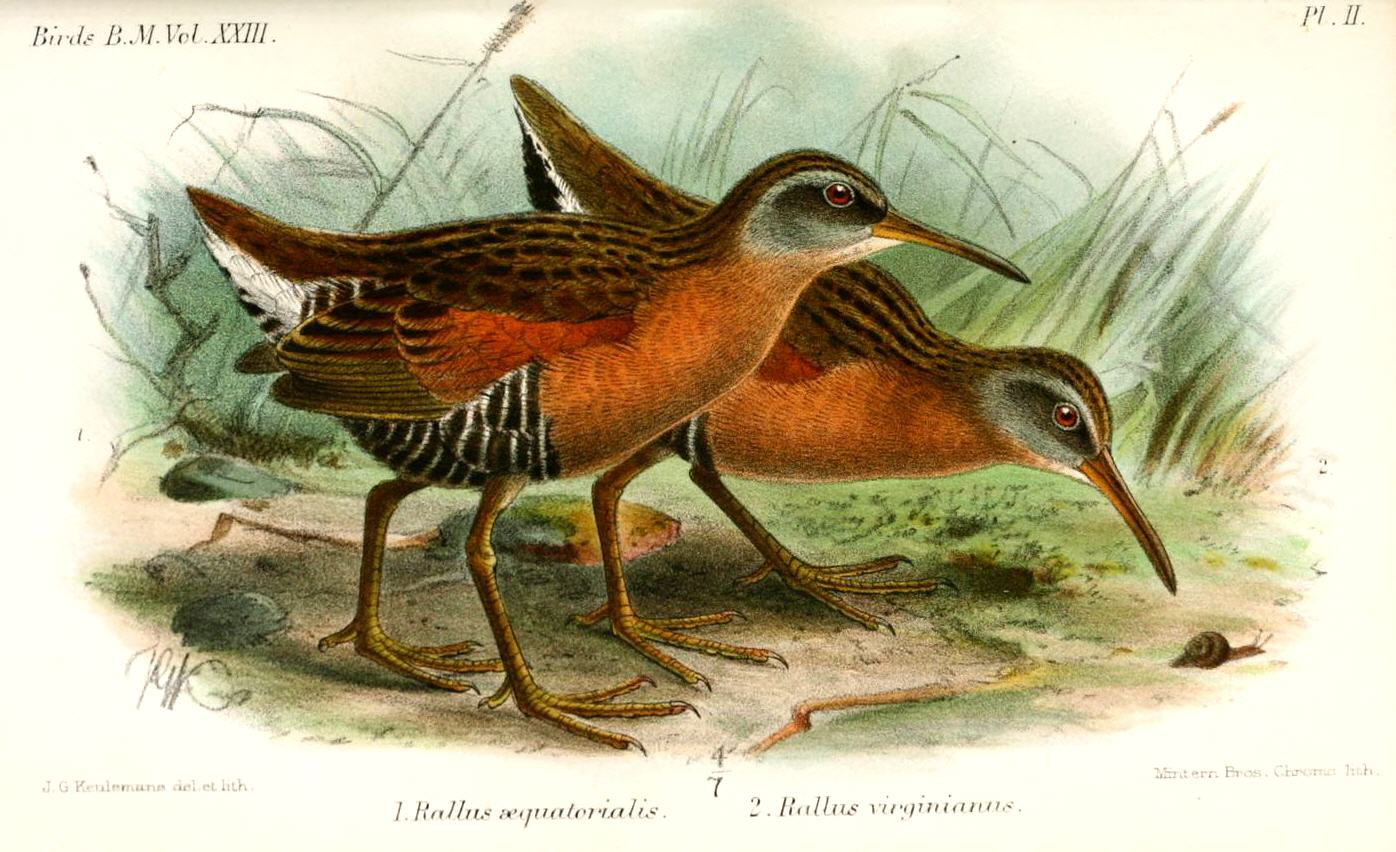